# Западная Йовсъю
Западная Йовсъю (Иовсю) — река в России, протекает на северо-западе Удорского района Республики Коми. Левый приток реки Йовсъю.
Длина реки составляет 10 км.
Течёт по лесной болотистой местности. Генеральным направлением течения является север. Крупнейший приток — Турганось.

## Данные водного реестра
По данным государственного водного реестра России относится к Двинско-Печорскому бассейновому округу, водохозяйственный участок реки — Мезень от истока до водомерного поста у деревни Малонисогорская. Речной бассейн реки — Мезень.
Код объекта в государственном водном реестре — 03030000112103000048105.